# Surrender (chanson de Pharrell Williams)
Pour les articles homonymes, voir Surrender.
Surrender est une chanson écrite, produite et chantée par le chanteur américain Pharrell Williams pour la bande originale du film Les Figures de l'ombre (Hidden Figures), sorti en France en mars 2017.
Pharrell Williams est un habitué des bandes-originales, comme celle du film The Amazing Spider-Man ainsi que celles des deux opus de Moi, moche et méchant, dont provient son succès planétaire Happy.
Le film Les Figures de l'ombre raconte l'histoire vraie des scientifiques afro-américaines Katherine Johnson et Dorothy Vaughan (interprétées par Taraji P. Henson et Octavia Spencer) dont les travaux ont aidé les États-Unis à rattraper leur retard dans la course à l'espace dans les années 1960 et à envoyer l'astronaute John Glenn en orbite en 1962,.
Dès qu'il entend parler du projet du film, Pharrell Williams supplie les producteurs du film de l'autoriser à y participer, car le film parle de femmes noires dotées d'un esprit mathématique extraordinaire qui ont contribué à l'histoire américaine. 
L'univers années 1960 du film a inspiré des notes jazzy à l'artiste, qui a également écrit Runnin' pour ce film.